# Na Pomezí-grotten
De grotten van Na Pomezí zijn druipsteengrotten, gelegen in de bossen vlak bij Lipová-lázně in het noordoosten van Tsjechië, vlak bij de grens met Polen. Sinds 1965 staan deze grotten op de lijst van nationale natuurmonumenten.
Dankzij de marmermijnen in de omgeving werd in de jaren 1934-36 de eerste grot ontdekt: de Utajená. In 1962 werd een tweede, veel grotere grot ontdekt, op een diepte van 70 meter onder de grond. Deze grot, de Rasovná, was vrij toegankelijk, waardoor veel druipstenen werden vernield door bezoekers. Na de Tweede Wereldoorlog werd in de nabijgelegen stad Jeseník een afdeling voor speleologen opgericht, die nog een aantal kleinere grotten en gangen hebben ontdekt. De huidige grotten van Na Pomezí zijn ontdekt op 28 augustus 1949, en werden op 16 mei 1950 opengesteld voor het publiek.
De gehele lengte van het gangenstelsel bedraagt 1700 meter. In de grotten heerst een constante temperatuur van 7,7 graden Celsius. De looproute voor het publiek heeft een lengte van 390 meter, de rondleiding duurt 45 minuten en voert langs druipsteengrotten met namen als De Koepel met de treurwilgen, de Romeinse baden, de Witte Koepel en de Koningskoepel. De grotten bezitten vele verschillende druipsteenformaties zoals stalactieten, stalagmieten, watervallen, druipsteengordijnen, vijvers en krul- en rietvormige druipstenen.
Jaarlijks worden de grotten bezocht door zo’n 70.000 bezoekers. De grotten hebben het grootste ondergrondse gangenstelsel van heel Tsjechië.